# Scutiger sikimmensis
Scutiger sikimmensis е вид земноводно от семейство Megophryidae.

## Разпространение
Видът е разпространен в Индия, Китай и Непал.